# Amoebozoa
Amoebozoa је група хетеротрофних протиста амебоидног изгледа ћелије. Крећу се псеудоподијама, које су најчешће по структури лобоподије. Већина амебозоа су једноћелијски становници земљишта и водених екосистема, али постоје и вишећелијски и вишеједарни облици, видљиви голим оком (нпр. „слузаве гљиве“). Митохондријалне кристе су тубуларне, често и гранате (ramicristae). Уколико постоје стадијуми са бичем, бич је најчешће један, и полази из једног кинетида. Постојање једног бича је предачка карактеристика.

## Екологија и значај амеба
Амебе су хетеротрофни организми. Насељавају велики број станишта, али се најчешће јављају као слободни земљишни организми. Земљишне амебе се углавном хране пиноцитно или бактеријама, а амебе већих димензија и гљивама, другим амебама или протозоама.
Поједине амебе живе и паразитски. Паразитске на човеку су:
- дизентерична амеба (лат. Entamoeba histolytica) која изазива болест дизентерију, апсцес јетре, плућа или мозга;
- акантамеба (лат. Acanthamoeba) која изазива запаљење рожњаче, кератитис, код људи које носе контактна сочива;
- баламутија (лат. Balamuthia mandrillaris).

## Филогенија амеба
Филогенетски односи амеба и осталих еукариотских група, као и односи унутар саме групе амеба, су недовољно познати. Група Amoebozoa на филогенетском стаблу еукариота може заузимати позиције:
1. сестринске групе животињама и гљивама (групи Opisthokonta);
2. сестринске групе свим преосталим еукариотима (што би амебе чинило најпримитивнијим еукариотима);
3. парафилетске групе при основи еукариота.

Унутар групе амеба, постоји бар 14 група између којих су филогенетски односи слабо изучени. Закључци о сличности изводе се на основу грађе псеудоподија, али морфолошка основа за филогенетске закључке је била слаба. Подаци о сличности ДНК секвенци се не подударају са подацима о сличности великих клада амеба на основу морфологије. Неколико опсежних студија указује на базалну позицију групе Tubulinea.
Многобројни протисти амебоидног начина кретања, који су раније сврставани међу амебе, припадају другим царствима:
- амебоидни протисти са правим филоподијама (изузев фамилије Nucleariidae) припадају групи Cercozoa;
- фамилија Nucleariidae и паразитска класа Aphelidea спадају у групу Choanozoa;
- спадају у групу Excavata.

## Систематика
Системи класификације амебоидних протиста су веома различити, и подложни су променама услед налажења нових детаља грађе и екологије, као и сличности ДНК молекула. Последње класификације ове групе дали су Кавалије-Смит (2003), Адл са сарадницима (2005) и Смирнов са сарадницима (2005).
1. Класификациона схема Кавалије-Смита (2004)
тип 
подтип 
класа 
класа 
класа 
класа 
подтип 
инфратип 
класа 
инфратип 
класа 
класа 
* вероватно парафилетске групе
2. Кладистичка класификациона схема Смирнова и сарадника (2005)
тип 
класа 
ред 
фамилија 
фамилија 
ред 
фамилија 
фамилија 
ред 

класа 
ред 
фамилија 
фамилија 
ред 
фамилија 
класа 
:
родови 
фамилија 
фамилија 
ред 
3. Кладистичка схема Адла и сарадника (2005)
-{Amoebozoa Lūhe, 1913, emend. Cavalier-Smith, 1998
Tubulinea Smirnov et al., 2005
Tubulinida Smirnov et al., 2005
Leptomyxida Pussard and Pons, 1976, emend. Page, 1987
Testacealobosia De Saedeleer, 1934
Arcellinida Kent, 1880
Incertae sedis Testacealobosia: Trichosphaerium Möbius, 1889
Incertae sedis Tubulinea: Echinamoeba
Flabellinea Smirnov et al., 2005
Dactylopodida Smirnov et al., 2005
Vannellida Bovee, 1979
Thecamoebida Schaeffer, 1926, emend. Smirnov and Goodkov, 1993
Cochliopodium Hertwig and Lesser, 1874
Incertae sedis Flabellinea: Flamella, Ovalopodium, Paragocevia, Pellita, Pseudothecamoeba, Thecochaos; ? Gibbodiscus
Stereomyxida Grell, 1966
Acanthamoebidae Sawyer and Griffin, 1975
Entamoebida Cavalier-Smith, 1993
Mastigamoebidae Goldschmidt, 1907
Pelomyxa Greef, 1874 [Pelobiontida Page, 1976]
Eumycetozoa Zopf, 1884, emend. Olive, 1975 [Mycetozoa de Bary, 1873]
Protostelia Olive, 1975
Myxogastria Macbride, 1899 [Myxomycetes Link, 1833, emend. Haeckel, 1866]
Dictyostelia Lister, 1909, emend. Olive, 1970
Incertae sedis Eumycetozoa: Copromyxa, Copromyxella, Fonticula
Incertae sedis Amoebozoa: Filamoeba, Gocevia, Hartmannia, Janickia, Malamoeba, Malpigamoeba, Multicilia, Stygamoeba; Spongomonadida}-